# (2449) Kenos
(2449) Kenos ist ein Asteroid des inneren Hauptgürtels, der am 8. April 1978 vom US-amerikanischen Astronomen William Liller am Cerro Tololo Inter-American Observatory in Chile bei einer Helligkeit von 16 mag entdeckt wurde.
Der Asteroid wurde benannt nach dem ersten Mann in der Mythologie der amerikanischen Ureinwohner Feuerlands, der vom Höchsten Wesen gesandt wurde, um Ordnung in die Welt zu bringen. Er schuf die Menschheit, indem er aus Torf männliche und weibliche Organe herstellte, lehrte sie die Sprache und lehrte sie Regeln für die Gestaltung einer harmonischen Gesellschaft. Die Benennung erfolgte 1993 auf Vorschlag des US-amerikanischen Astronomen Frederick Pilcher.
Aufgrund seiner Bahneigenschaften gilt (2449) Kenos als Mitglied der Hungaria-Gruppe und bewegt sich noch innerhalb des Hauptgürtels i. e. S. im Bereich einer stabilisierenden 9:2-Bahnresonanz mit Jupiter. Die Bahn des Asteroiden besitzt außerdem eine Periheldistanz (sonnennächster Punkt), die größer ist als das Perihel, aber kleiner als das Aphel (sonnenfernster Punkt) des Mars. Er wird daher zu den Marsbahngrazern gezählt. Durch die Schrägstellung der Bahn des Asteroiden gegenüber der Marsbahn können sich die beiden Himmelskörper derzeit aber nicht näher kommen als bis auf etwa 36,6 Mio. km (0,24 AE).

## Wissenschaftliche Auswertung
Als Asteroid der seltenen Tholen-Spektralklasse E besitzt er durch eine mineralische Oberfläche eine hohe Albedo. Im Rahmen des Projekts Hungaria Asteroid Region Telescopic Spectral Survey (HARTSS) wurden spektroskopische Untersuchungen im Infraroten an Asteroiden der Hungaria-Gruppe durchgeführt. Dafür wurden die Infrared Telescope Facility (IRTF) auf Hawaiʻi und das Telescopio Nazionale Galileo (TNG) auf La Palma eingesetzt. Für (2449) Kenos wurde bei einer Beobachtung am 7. Oktober 2010 eine taxonomische Zuordnung zum Xn- bzw. L-Typ gefunden.
Bereits bei einer photometrischen Untersuchung am 16. und 17. März 1986 am Cerro Tololo Inter-American Observatory in Chile war bei (2449) Kenos eine Rotationsperiode von 4,188 h bestimmt worden, allerdings konnte auch eine Periode von 3,862 h genauso gut möglich sein. Bei einer erneuten Beobachtung vom 9. bis 14. März 2006 am Palmer Divide Observatory (PDO) Colorado konnte die Entscheidung hinsichtlich einer Periode von 3,849 h getroffen werden. Eine weitere Beobachtung vom 8. bis 18. Juni 2010 am PDO ergab einen Wert von 3,846 h.
Eine photometrische Beobachtung von (2449) Kenos vom 27. Februar bis 21. März 2015 am Center for Solar System Studies-Palmer Divide Station (CS3-PDS) in Colorado ergab erstmals Hinweise darauf, dass es sich um einen Asteroiden mit einem Satelliten handeln könnte. In der Lichtkurve konnten zwei Periodizitäten von 3,848 und 15,85 h gefunden werden. Eine Entscheidung über eine Binarität war zu diesem Zeitpunkt nicht möglich, sie wurde aber als wahrscheinlich angesehen und zusätzliche Beobachtungen als notwendig erachtet. Im Beobachtungszeitraum 24. bis 26. Juni 2018 konnte am CS3-PDS eine Rotationsperiode von 3,839 h ermittelt, allerdings die sekundäre Periodizität nicht mehr nachgewiesen werden. Unter Verwendung der photometrischen Daten aus den Jahren 2007 bis 2018 wurden für (2449) Kenos zwei alternative Polachsen und eine Rotationsperiode von 3,849 h bestimmt.

## Möglicher Satellit
(2449) Kenos verfügt möglicherweise über einen Mond:
- Am 27. Februar 2015 wurden Hinweise auf einen Satelliten durch eine Auswertung der durch Beobachtungen an der Palmer Divide Station in Colorado erhaltenen Lichtkurve gefunden (siehe oben). Er würde den Asteroiden auf einer Bahn mit einer geschätzten Großen Halbachse von 52 km in 15,85 Stunden umkreisen. Mit einem abgeleiteten Durchmesser für (2449) Kenos von 3,1 km ergäbe sich für den Durchmesser des Begleiters ein Wert von 0,7 km, seine gebundene Rotationsperiode läge ebenfalls bei 15,85 Stunden. Dieser noch unbestätigte Begleiter hat bisher keine Benennung.[9]